# Tillandsia praschekii
Tillandsia praschekii là một loài thực vật có hoa trong họ Bromeliaceae. Loài này được Ehlers & Willinger miêu tả khoa học đầu tiên năm 1989.